# Battaglia del Canale di Procida (1809)
La battaglia del Canale di Procida fu un combattimento navale che si svolse il 26 giugno 1809 nelle acque del mar Tirreno Meridionale, nello specchio acqueo che separa l'isola dell'arcipelago delle Pitecuse (Ischia, Vivara e Procida) dalla penisola flegrea, costituendo il punto d'ingresso più settentrionale del Golfo di Napoli da quello di Gaeta, collegandoli.

## Storia
La battaglia navale del Canale di Procida vide contrapposte la flotta della Real Marina napoletana di Murat, salpata da Gaeta agli ordini del tenente di vascello Giovanni Caracciolo, con 30 lance cannoniere e 10 fuste, che fu bersagliata innanzi a Capo Miseno dal fuoco della fregata HMS Cyane (Capt. Thomas Staines), del brigantino HMS Espoir (Capt. Robert Mitford) e di 12 cannoniere siciliane nel tentativo di forzare il blocco al Canale e di congiungersi con quella composta dalla fregata Cerere di Giovanni Bausan e la corvetta Fama del capitano di corvetta Alfonso Sozi Carafa, di stanza nella baia di Pozzuoli. Caracciolo ebbe 8 legni affondati, 5 catturati e 18 arenati (di cui 8 vennero recuperati dalla marina borbonica), affondando per contro 1 brigantino e 2 legni.